# Mi történne, ha…
A Mi történne ha… (Aftermath) egy négyrészes tévésorozat, amit 2010-ben a History mutatott be. A Cream Productions által az USA-ban is vetítették.
A produkció olyan eseményeket mutat be, amiben kiderül, milyen következményekkel járna az életünkben ha a bolygónk feltételei drasztikusan megváltoznának.
A számítógépes grafikát is használó sorozat két nagyon is reális és két elképzelt katasztrófa következményeit mutatják be. A Föld forgásának megállása és a Nap hirtelen megöregedése feltételező, hipotézis kategóriába tartozik, de a másik két rész azonban valós problémákat mutat be. A túlnépesedés és az energia hiánya már ma is nagy probléma az emberiségnek.
Ez a sorozat az "Aftermath: Population Zero" című TV különkiadásnak a folytatása.
2010-ben a sorozatot jelölték a Gemini-díjra a legjobb dokumentumfilm kategóriában.

## Epizódok

### Mi történne ha…: Megszűnne forogni a Föld?
Eredeti cím: Aftermath: When The earth Stops Spinning
Mi történne, ha a Föld hirtelen megszűnne forogni? Mi lenne a nappalokkal és éjszakákkal, az óceánokkal? Mi várna a növény-, és állatvilágra?
Földünk jelentősen lassulni kezdene, becslések szerint megállna a forgás 5 év alatt. Először a GPS rendszerű műholdak és a földi atomórák hibásodnának meg. A napok egyre hosszabbak lennének, a tőzsdék összeomlanának, a levegő elvékonyodna az Egyenlítőnél. A víz megindulna észak és dél felé és így elárasztaná Oroszországot, Kanadát és az Antarktiszt. Az embereknek el kell vándorolniuk északibb és délibb városokba a sűrűbb levegő miatt. Nagyobb veszély viszont az erős ultraibolya sugárzás, az elektromágneses mező gyengül és emiatt a belső mag is lassul. A lassuló Föld miatt a külső magban jelentkező súrlódások miatt földrengések jönnek létre.
Az emberek és állatok az álmatlanság miatti fáradtságtól szenvednek.
Végül a Föld megáll és az egyik oldalon a mindent elborító jég és sötétség, míg a másik oldalon örök napsütés lesz az úr.
A filmben felvázolt események remélhetőleg soha nem következnek be!

### Mi történne ha…: Olaj nélkül maradnánk?
Eredeti cím: Aftermath: World Without Oil
Modern, gépesített világunkat az olaj tartja „életben": ezt a sok millió évvel ezelőtt keletkezett fosszilis fűtőanyagot (és annak származékait) használjuk fel mindennapi életünkhöz, nélküle szinte már nem is tudnánk létezni. Mi történne, ha hirtelen elfogynának a készletek? Hogyan változna meg életünk és hogy készülhetünk fel erre ami nem is olyan elképzelt dolog?
Ez a rész nem is olyan fikció: a kőolaj nem megújuló energiaforrás és több írás (pl  kőolaj szócikk, film dokumentáció is alátámasztja azt a tényt, hogy néhány évtized múlva teljesen elhasználjuk a Föld kőolajkészletét.
Pár perc alatt százmilliárd hordó olaj tűnne el, és az olajfúrótornyok csövében is csökken a nyomás. Egy nappal az olaj eltűnése után korlátozzák az olaj, az aszfalt, a dízel, a benzin és a kátrányellátást. Emiatt kétmilliárd dollár válik értéktelenné, munkásokat bocsátanak el.
Az emberek megrohamozzák a benzinkutakat, hogy még időben fel tudják tankolni autójukat. Az olajszállító tankhajóit minden ország visszahívja, hogy mentsék a tartalékokat. Acélt, élelmiszert, orvosi műszereket, és szemetet nem szállítanak.
Az erőművek harcolnak a dízelért. Az áramkimaradások kezdenek elterjedni az egész világon. Statáriumot vezetnek be a zavargások és fosztogatások megfékezésére. A munkanélküliség 30%-kal emelkedik. A haszonállatok étel hiányában elpusztulnak. A szénerőművek szembenéznek a szén hiányával, autók hiányában az utak üresek. A kormányok elindítanak egy programot a bioüzemanyag érdekében.
- Öthónapnyi olaj nélkülözés után az amerikai kormány átveszi az irányítást a Chrysler, a General Motors és a Ford felett. Éhínség és a gyógyszerellátás hiánya miatti fertőzés fenyeget, élelmet csak minden másnap szállítanak. A sürgősségi járművek (rendőrség, mentők stb.) még mindig kapnak üzemanyagot. Az állampolgárok saját otthonukban próbálkoznak kémia útján való bioüzemanyag előállításával.
- 1 évvel az olaj eltűnése után a sürgősségi járművekben lítiumakkumulátorokat vagy bioüzemanyagot kezdenek el használni, ezért a lítium ára megnő. A vadvilág populációja gyorsan csökken.
- 10 évnyi hiány után a régi műholdak elégnek a légkörben, de újakat már nem küldenek fel helyettük. Az emberek nagyléptékű újrahasznosításba kezdenek. Algákat használnak fel a bioüzemanyagokhoz, a kórházak ellátmányait teherautókon szállítják.
- 40 évvel az olaj eltűnése után az ég sokkal tisztább és világosabb, ahogy a szennyező anyagok kimosódnak. A repülőgépek, vonatok és hajók már bioüzemanyaggal működnek. A lítium-akkumulátoros autók drágák. Az emberek már csak azt termesztik, amire szükségük van. A mai városok a vasúti pontok mentén alakulnak ki. A világkereskedelem lítiumra (0,001%) és bioüzemanyagra (99,999%) alapul.

### Mi történne ha…: Hirtelen megöregedne a Nap?
Eredeti cím: Aftermath: Betrayed By The Sun
A Nap folyamatosan öregszik, és halad a pusztulás felé. Mi történne, ha ez a folyamat hirtelen felgyorsulna? Mi történne a földi élővilággal ha az égitest sokkal fényesebbé válna és vörös óriássá alakulna?
A Nap eléri a vörös óriás fázisát. Ha a nap egy éjszaka több millió évet öregedne akkor az átlagos globális hőmérséklet elérheti a 36 Fahrenheitet (kb 2,22 °C). Grönland és az Antarktisz, hó és jégtakarója elkezd olvadni. A tengerek szintje világszerte rohamosan emelkedik, több mint 200 méter, a part menti városok víz alá kerülnek. A megszokott hőmérséklet már 130 °C körülire emelkedik, ezt az ember már nehezen viseli. Ha testünk már hosszabb ideig 6 vagy 7 fokkal melegebb, mint a normális testhőmérséklet, akkor maradandó sérüléseket szenvedhetünk el vagy akár halált is okozhat.
- 100 °C-on már nem tudunk létezni. A magnetoszféra, ami körbeveszi bolygónkat, és megvéd a napsugárzás káros hatásaitól, elkezd gyengülni. Az egyetlen hely az életben maradáshoz a föld alatt van, de ott szintén meleg van, így az emberek nekifognak, hogy űrruhákat hordjanak.
- 149 °C-on olyan mértékben elkezd párologni a víz, hogy a Nap szó szerint felforralja a Földön található összes vizet. Az állatok nem tudnak lélegezni ezen a hőmérsékleten. Még az olyan szívós élőlények, mint a csótányok, amelyek nem rendelkeznek tüdővel, sem képesek fennmaradni. Az oxigénszint olyannyira alacsony, hogy a tüzek nem lobbannak fel és a felhőkben nem keletkezik eső.
- 371 °C-on minden élet megszűnne a Földön, a föld alatt sem élhetnénk túl. Az óceánok sivatagokká válnának. A cement romlik, így az épületek összeomlanak. A Föld tűzgolyóvá válik az 1320 °C-os hőmérséklet hatására, és a földkéregben megindul a rozsdásodás. A Nap felfúvódik és egyre csak növekszik, eléri a Föld pályáját, majd bolygónk fellobban mint egy meteorit, végül a Nap elnyeli.
- Ez a jövőkép a rendkívül távoli jövőben történik csak meg!

- Öreg lenne.

### Mi történne ha…: Az emberiség létszáma megkétszereződne?
Eredeti cím: Aftermath: Population Overload
Mi lenne, ha a Föld népessége egyik napról a másikra megduplázódna? 14 milliárd ember mennyi idő alatt emésztené fel a megmaradt ivóvíz- és energiakészleteket? Milyen következményekkel járna az élelmiszerhiány?
Egy éjjel alatt a Föld népessége majdnem megkétszereződik, így a 7 milliárd ember helyett 14 milliárd él a bolygón. A világ kormányai megpróbálnak gigantikus magasságú apartmankomplexumokat építeni, hogy minden embernek legyen lakhelye, de közben a sürgősségi ellátások közhellyé válnak. Az étel és vízellátás is feszültséget okoz miközben a kormányok megkísérlik ellátni a megkettőződött emberiséget.
Végül a megépített komplexumok nem biztosítanak elég férőhelyet, így tömeges kivándorlás indul meg, ahogy az emberek kétségbeesetten kutatnak a víz után. A későbbi évek során bekövetkezik a népességkatasztrófa.
Sokadalom.

### A Föld az emberek után
A pusztulás napja
Eredeti cím: Aftermath: Population Zero
Ez az, ami elindította a sorozatot. Ez a film dokumentálja azt, mi történne, ha minden ember hirtelen eltűnne a bolygóról. A History Television műsorán "A Föld az emberek után", míg a National Geographic Channel-en "A pusztulás napja" című műsor foglalkozott ezzel a témával.

## Fordítás
Ez a szócikk részben vagy egészben  az   Aftermath_(TV_series) című angol Wikipédia-szócikk fordításán alapul.  Az eredeti cikk szerkesztőit annak laptörténete sorolja fel. Ez a jelzés csupán a megfogalmazás eredetét és a szerzői jogokat jelzi, nem szolgál a cikkben szereplő információk forrásmegjelöléseként.